# Noemova archa

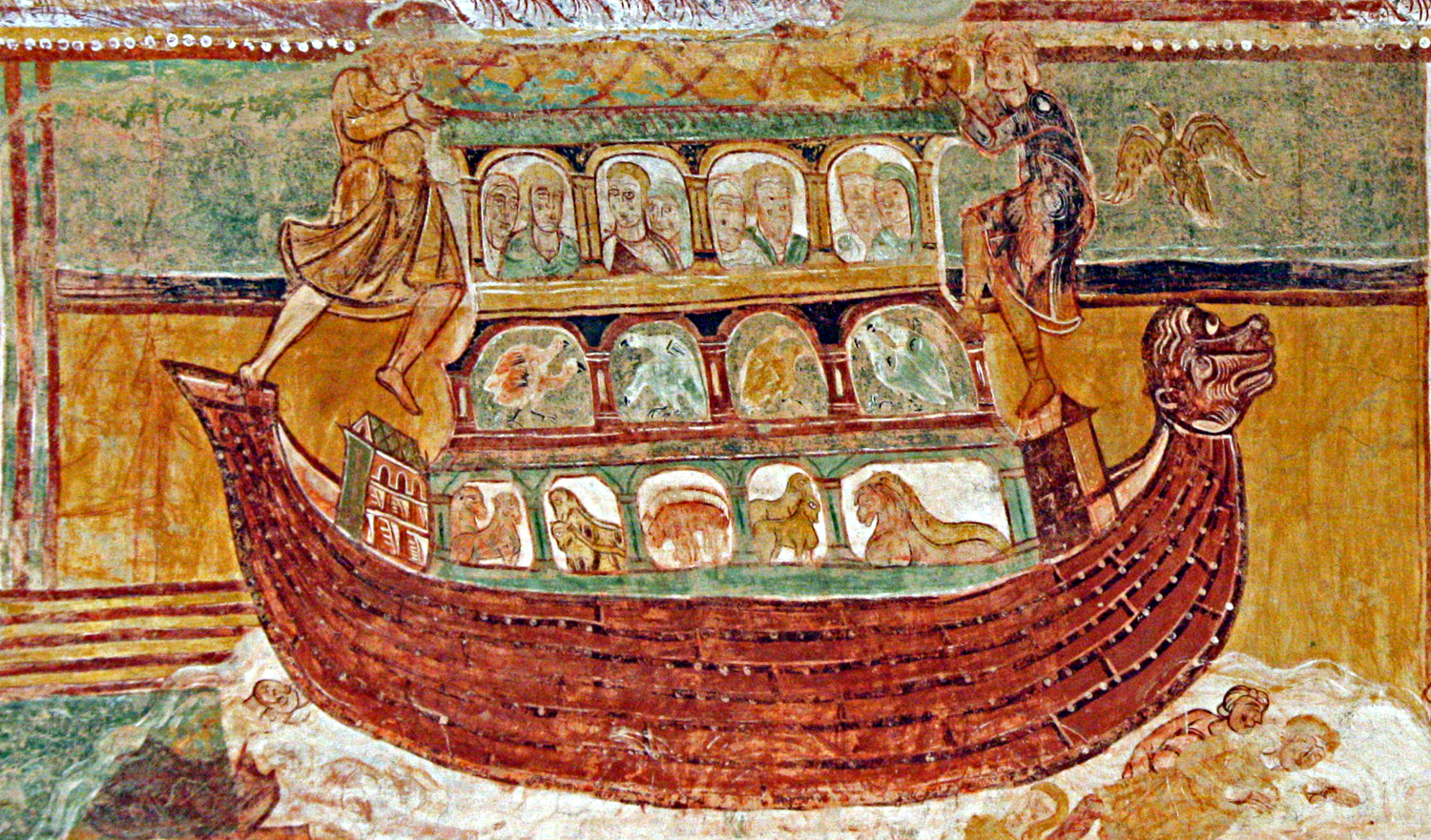
Noemova archa. Freska v kostele Saint-Savin (Vienne), kolem 1100

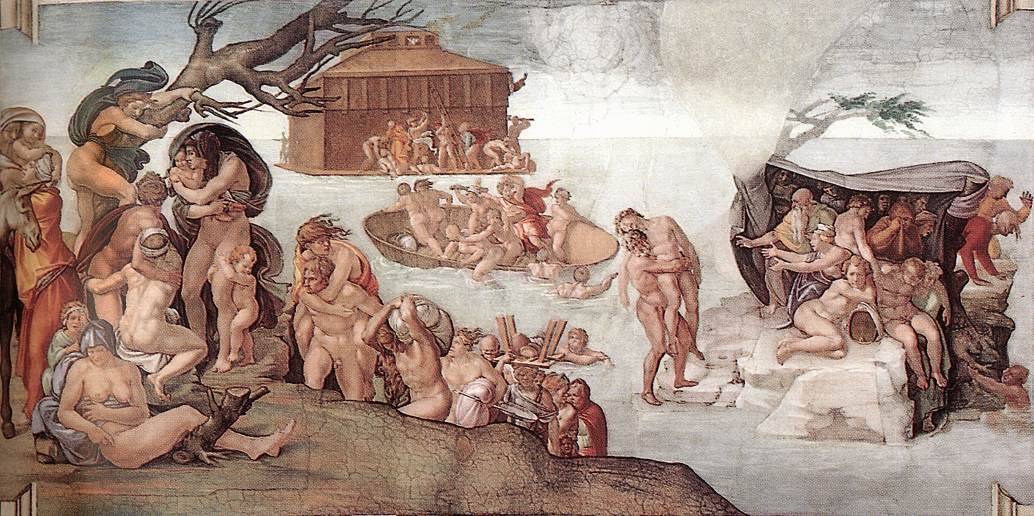
Potopa světa, Michelangelova freska v Sixtinské kapli (1508–1509)

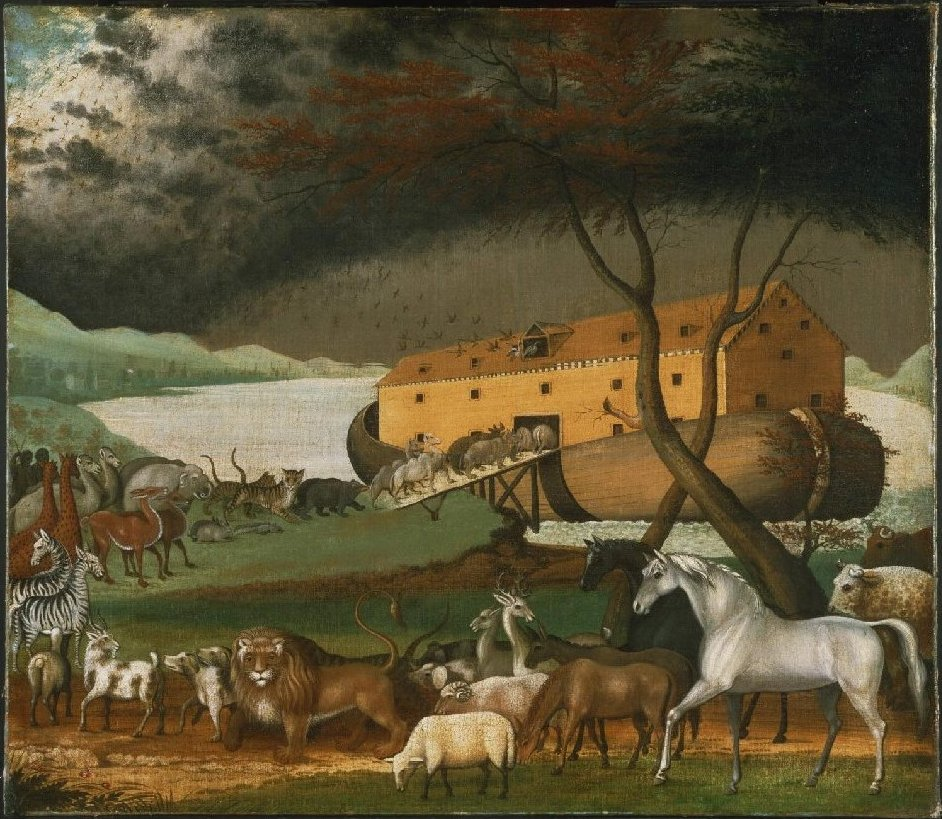
Archa v ilustraci od Edwarda Hickse (1846)

Noemova archa (hebrejsky: תיבת נח‎, tevat Noach; arabsky: سفينة نوح‎, safínat Núh) je obrovské plavidlo, zmiňované ve vyprávěních abrahámovských náboženství o potopě světa – v bibli a v koránu. V řecké mytologii se vyskytuje podobné plavidlo a zmínka o potopě v bájích o Deukaliónovi a Pyrrze.
Biblická kniha Genesis připisuje stavbu archy Noemovi, který tak učinil na Boží příkaz, aby se spolu s dalšími sedmi lidmi a zástupci zvířat zachránil před potopou, která měla zničit zkažený svět.
Příběh se stal předmětem rozsáhlých rozpracování v judaismu, křesťanství a islámu od řešení praktických problémů (osvětlení interiéru), k teologickým interpretacím (archa jako symbol církve zachraňující lidstvo). Objevy geologů, archeologů a biblistů vedly většinu vědců a mnoho křesťanů k opuštění doslovného výkladu příběhu o arše,[zdroj?] avšak stále existují skupiny, které si za ním stojí a snaží se jej hájit. Někteří také prohledávají okolí hory Ararat, kde měl podle biblického vyprávění Noe s archou nakonec přistát.

## Bible

### Tvar a rozměry
Podle knihy Genesis měl Noe postavit archu o rozměrech 300 × 50 × 30 loket, tj. přibližně 135 × 22,5 × 13,5 m, za předpokladu, že délka lokte činila 0,45 m (poměr délky a šířky byl 6 : 1, což se používá při stavbě lodí i dnes). Uvnitř byla archa rozdělena do tří podlaží. Do jednoho lokte pod okrajem střechy sahalo okno nebo světlík pro zajištění světla a větrání a v boku archy byly dveře pro naložení a vyložení nákladu.
Obvykle je archa vykreslována jako loď; přímo v Genesis však takto popsána není. Je zde použito hebrejské slovo teva (truhla).

### Materiál
Archa byla postavena z dřeva „stromu gofer“ a zevnitř i zvenčí potřena dehtem, aby nepropouštěla vodu. Strom gofer (nebo „pryskyřičný strom“) bývá znalci považován za cypřiš, který je velmi vhodný ke stavbě lodí, protože je odolný vůči vodě a hnilobě.

### Zvířata
Noe měl přivést do archy ze všech živočišných druhů po dvou jedincích (samec a samice), z některých druhů (pro pozdější obětní použití) po sedmi.

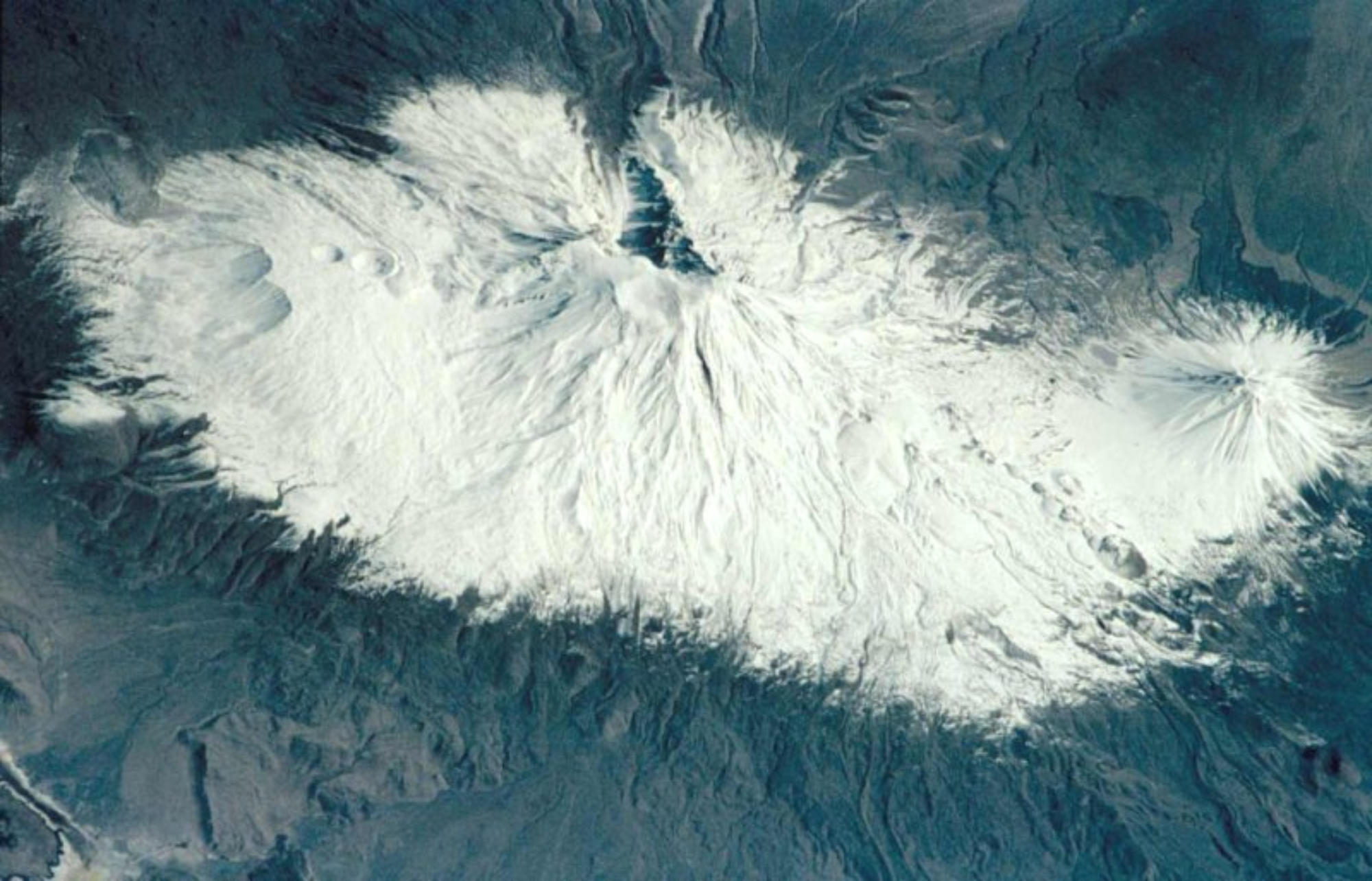
Hora Ararat v pohoří Ararat, kde podle Bible Noemova archa přistála

### Místo přistání
Bible říká, že archa měla přistát (někde) v pohoří Ararat (hebrejsky הרי אררט‎).

## Korán
V koránu je Noe zmiňován na více místech, zejména v súře 11 Húd, kde je zmiňována Noemova loď, která přistane na hoře al-Džúdí. V koránu se vyskytuje mj. pojem safina označující běžnou loď, zatímco biblický výraz překládaný jako archa odpovídá významu „schrána, skříň“.

## Současné křesťanské interpretace
V křesťanských komunitách je příběh o Noemově arše dodnes vyprávěn a předčítán, nicméně existuje široké spektrum interpretací původního textu, od doslovných k alegorickým, podobně jako v případě Stvoření.

### Doslovný výklad
Křesťanští fundamentalisté a doslovní vykladači bible obecně směřují k důvěře v tradiční podání, které přisuzuje autorství Mojžíšovi, který měl text napsat někdy mezi 16. a 13. stoletím před naším letopočtem. Příběh dle nich taktéž popisuje skutečnou událost, ke které mělo dojít někdy ve třetím tisíciletí před naším letopočtem.
Doslovný výklad se též pokouší vysvětlit patrné kontradikce ve vyprávění o arše jako výsledek stylistických konvencí přijatých antickým textem: tak např. rozpaky nad tím, zda Noe do archy vzal pouze jeden pár či sedm párů čistých zvířat, vysvětluje tak, že původně autor podal vyprávění v obecném termínu sedmi párů, a to se později s mnohými opakováními přesunulo do podoby, kde do archy vstupují zvířata pouze po páru. Skutečnost, že holubice dokázala létat nad vodou po dobu dvou týdnů, je podle nich taktéž možná, neboť si mohla odpočinout na mršinách plujících ve vodě.
Svědkové Jehovovi chápou Noemovu archu jako plavidlo, které kromě poměru délky k šířce 6 ku 1, nemuselo mít s běžnou podobou plavidel nic společného. Její jedinou funkcí totiž bylo, udržet posádku nad hladinou. Toto plavidlo nepotřebovalo hydrodynamické tvary ani kormidlo. Muselo být ale stabilní a muselo poskytnout maximální vnitřní prostor. Z biblického záznamu ovšem vyplývá, že ačkoli archa měla s konstrukcí běžné lodi pramálo společného, Noe postavil archu podle velice konkrétních pokynů Boha Jehovy.

### Nefundamentalistický a liberální výklad

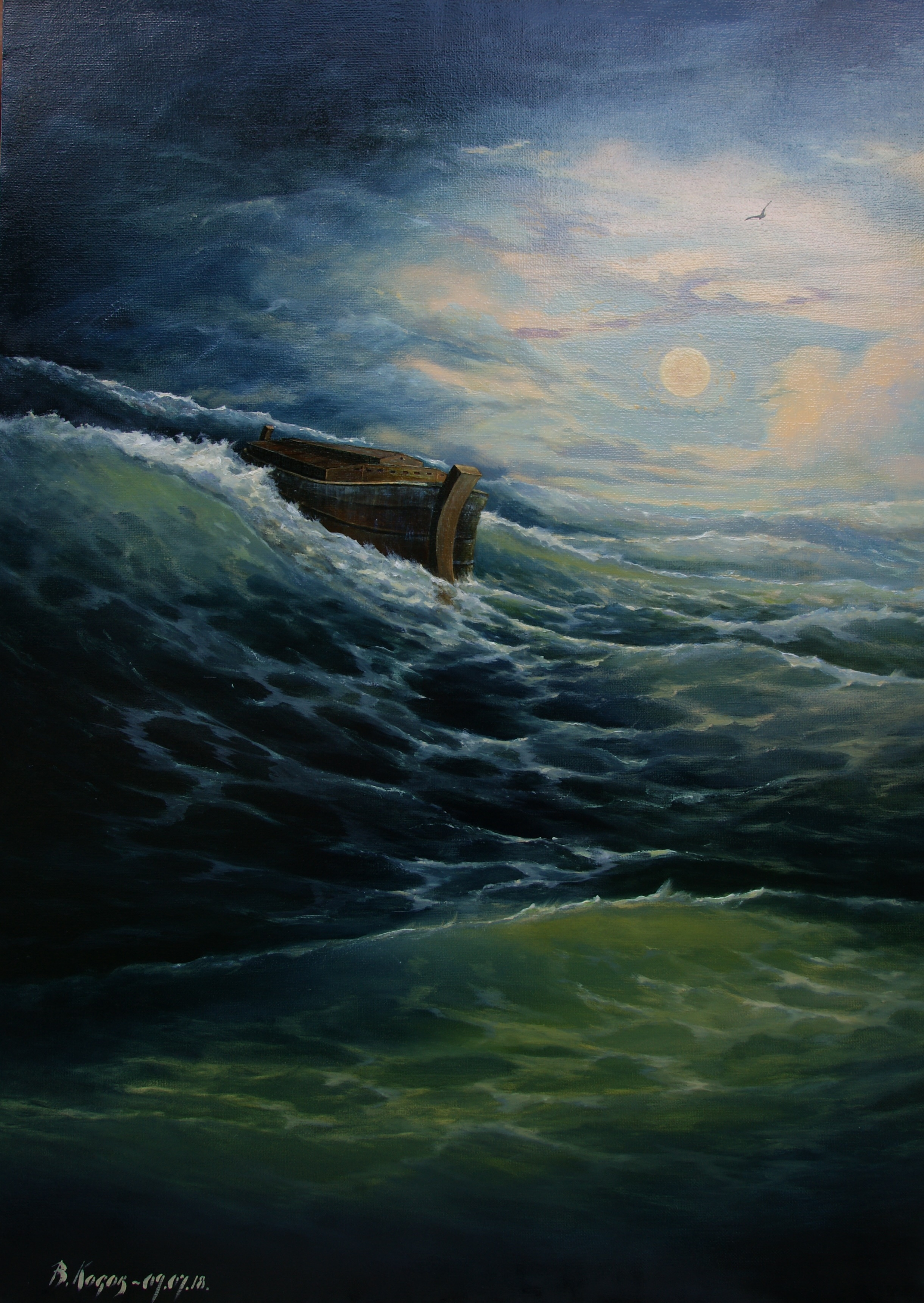
Noemova archa. Globální povodeň.

Nefundamentalistický a liberální křesťanský pohled na vyprávění o arše a potopě je typicky velmi odlišný od výkladu doslovného a fundamentalistického. Od 19. století již pohlíží na potopu jako pouze na lokální událost, která nezasahovala celou Zemi, většina křesťanů. Tato interpretace se stala populární a důležitou mezi mnoha liberálními křesťany, kteří chovají víru v historicitu vyprávění o arše a potopě. Tento výklad je také obvykle používán k vysvětlení, jak mohla archa uchovat život zvířat a jak mohla přežít potopu samu.
Dvojtvary a zjevné kontradikce v textu jsou zpravidla vysvětlovány jako produkt hebrejského literárního žánru, zatímco vyslání holubice jako historická reference ke skutečným starověkým námořním zvykům.
Další liberální křesťané vidí vyprávění o arše jako v podstatě alegorické, nikoliv historické.

### Smysl z hlediska dějin spásy
Z exegetického hlediska vztahujícího biblický starozákonní text ke Kristu a událostem novozákonním je archa často chápána jako symbol církve, v níž jsou lidé zachráněni díky dřevu – kříži. Smysl textu v tomto podání tedy zůstává stejný, ať je vyprávění o arše a potopě historické či nikoliv. Na tomto principu klade výklad vyprávění o arše např. Augustin (považující potopu za historickou událost), který v tomto smyslu chápe i rozměry archy, které přirovnává k poměrům na lidském těle a boční vchod vykládá jako Kristovu ránu v boku, z které tryská voda a krev jako symboly svátostí křtu a eucharistie, kterými se vstupuje do církve. Podobně v Prvním listě Petrově se nachází místo odkazující k potopě jako k předobrazu událostí novozákonních: „Tenkrát Boží shovívavost vyčkávala s trestem, pokud se stavěl koráb, v němž bylo z vody zachráněno jenom osm lidí. To je předobraz křtu, který nyní zachraňuje vás.“

## Kritický přístup
Irving Finkel se domnívá, že základem biblického textu je příběh zachycený na staré klínopisné tabulce, který popisuje archu jako kruhovou konstrukci. Do bible byl podle něj zahrnut poté, co se s ním židovští učenci seznámili v době babylonského zajetí.